# SK Chrudim 1887
SK Chrudim 1887 byl fotbalový klub z Chrudimi, který byl založen v roce 1925. V roce 2011 se sloučil s dalším městským klubem AFK Chrudim do MFK Chrudim. V letech 1995–1999 působil klub ve 2. lize.

## Historické názvy
- NSK Chrudim (Novo sportovní klub Chrudim)[2]
- SK Chrudim 1887 (Sportovní klub Chrudim 1887) - sloučení s nefotbalovým SK Chrudim 1887
- DSO Jiskra Chrudim (Dobrovolná sportovní organizace Jiskra Chrudim)
- TJ Elite Chrudim (Tělovýchovná jednota Elite Chrudim)
- Evona Chrudim (Evona Chrudim)
- SK Chrudim (Sportovní klub Chrudim)
- SK Chrudim 1887 (Sportovní klub Chrudim 1887)